# Björnöns domänreservat
Björnöns domänreservat är ett naturreservat i Skara kommun i Västra Götalands län. 
Området avsattes 1946 som domänreservat. Sedan 1996 är det skyddat som naturreservat och omfattar 7 hektar. Det ligger ca 7 km sydväst om Skara och består mest av gammal naturskog av gran och tall.

## Naturen, djuren och växterna

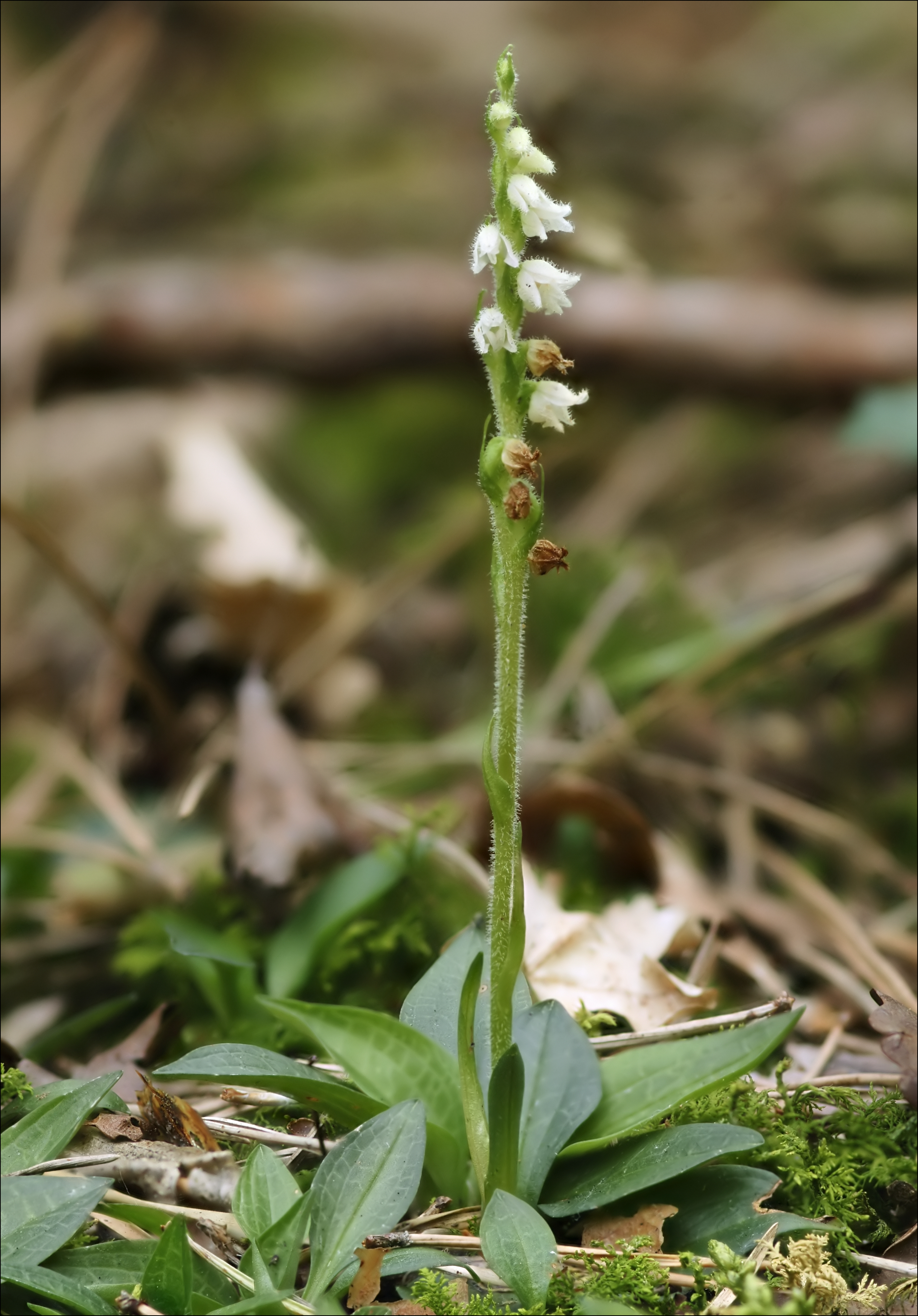
Orkidén Knärot

Björnöns naturreservat är ett väldigt orört naturreservat, och liknar på många sätt skogen så som den såg ut för ungefär 100 år sedan. Marken är mager och skogen består av barrträd, framför allt gran och tall.
En viktig del av naturen i reservatet är de döda träden. De fungerar som mat och bostad för många djur och växter i urskogen. I den norra delen av reservatet finns flest fallna träd, och det är främst granar som växer i den delen. I den södra delen finns fler tallar, vilket gör att det inte är fullt så många fallna träd där, eftersom tallen ofta klarar sig längre än granen. De äldsta träden är omkring 170 år.
I naturreservatet finns tofsmesen. Den trivs inte i modernare skogar, och därför är Björnön ett perfekt hem för den lilla fågeln.
Mossor och lavar dominerar vegetationen med t.ex. vågig sidenmossa, flarnlav, liten spiklav och gammelgranslav. I den nordöstra delen växer bl.a. vårfryle, smultron, ärenpris och skogssallat. I området finns även orkidén knärot och linnéa. Knäroten trivs bra i området eftersom den inte klarar av kalavverkning.